# Alina Schwermer
Alina Schwermer (* 1991 in Köln) ist eine deutsche Journalistin und Autorin.

## Leben
Alina Schwermer wuchs in Köln auf. Ab 2009 studierte sie Journalistik und Geschichte in Dortmund, Bochum und Sankt Petersburg. 2015 ging sie nach Berlin und ist seitdem als freiberufliche Journalistin und Autorin tätig. Sie beschäftigt sich vor allem mit politischen und gesellschaftlichen Sportthemen, Kapitalismus, Utopien, Feminismus und Reisen. Für die Tageszeitung taz begleitete sie zahlreiche Fußballgroßturniere.
Von 2016 bis 2020 war Schwermer verantwortlich für den Berlin-Sport in der Tageszeitung taz. Anschließend arbeitete und reiste sie in einem ausgebauten Wagen. In dieser Zeit entstand der Blog nosunsets.de, auf dem sie die Lebensgeschichten von Menschen vor Ort erzählte. Seit 2023 lebt sie zwischen Deutschland und Süditalien, wo sie einen Olivenhain bewirtschaftet.

## Werk
2016 erhielt Schwermer ein Stipendium des Verbands deutscher Sportjournalisten Berlin-Brandenburg. 2018 erschien auf Basis dieser Recherchen ihr Buchdebüt „Wir sind der Verein“, in dem sie selbstverwaltete Fußballklubs in Europa porträtiert und ihre Chancen und Grenzen auslotet.
Schwermers Reportage „Der Ost-Ost-Konflikt“ über die politische Geschichte von Union Berlin und BFC Dynamo wurde 2019 ins Italienische übersetzt. Sie war an mehreren alternativen Reiseführern beteiligt und schreibt Essays und wissenschaftliche Beiträge für Sport-Sachbücher.
2022 veröffentlichte Schwermer das viel rezipierte Sachbuch „Futopia“ mit Entwürfen für einen anderen Fußball. „Was für ein Unterfangen, und was für ein überwältigendes Buch daraus geworden ist!“, schrieb die FAZ. Der Ballesterer nannte es ein „Handbuch zur Revolution“. Widerspruch gab es vor allem gegen ihre Kritik an Sieg, Dominanz und Leistungsdenken.

## Ehrungen
- Shortlist zum Fußballbuch des Jahres 2022 für „Futopia“[10]

## Buchveröffentlichungen
- Wir sind der Verein. Wie fangeführte Klubs den Fußball verändern wollen. Verlag Die Werkstatt, Göttingen 2018, ISBN 978-3-7307-0408-0.
- Futopia. Ideen für eine bessere Fußballwelt. Verlag Die Werkstatt, Göttingen 2022, ISBN 978-3-7307-0605-3.

## Buchbeiträge
- Il derby dell' Est. In: The Passenger. Berlino. Iperborea, Milano 2019, ISBN 978-88-7091-571-6, S. 153–164.
- Reportagen in: Deutschland für Eigensinnige 2: Ein taz-Reiseführer. TAZ, Berlin 2019, ISBN 978-3-937683-80-5.
- Beiträge in: Fußball der Zukunft. Wie Frauen den Sport revolutionieren. Verlag Die Werkstatt, Göttingen 2023, ISBN 978-3-7307-0683-1.
- Reportagen in: Europa für Eigensinnige. Bebra Verlag, Berlin 2023, ISBN 978-3-89809-213-5.
- Einmal für Gaddafi werben. In: 25 Short Sport Storys. 25 Jahre Deutsches Sport & Olympia Museum. Verlag Kettler, Dortmund 2024, ISBN 978-3-9874117-5-5.